# Relations entre l'Allemagne et le Danemark
Les relations entre l'Allemagne et le Danemark sont les relations bilatérales entre l'Allemagne et le Danemark, deux États membres de l'Union européenne.

## Histoire

### Question du Schleswig-Holstein
Dans la guerre des Duchés de 1864, les troupes austro-prussiennes vainquent les troupes danoises dans le duché de Schleswig et le Jutland. Auparavant, la Confédération allemande avait occupé le duché de Holstein sans rencontrer de résistance. Le traité de Vienne du 30 octobre 1864 marque la fin du conflit, signé par le Danemark, la Prusse et l'Autriche. Le Danemark renonce à ses droits sur les duchés. Par la suite la convention de Gastein du 15 décembre 1865 entre les deux puissances allemandes traite de la répartition de leurs pouvoirs dans les duchés. Les duchés de Schleswig et de Saxe-Lauenbourg sont administrés par la Prusse, celui de Holstein par l'Autriche. La Prusse voit cela comme une étape pour l'annexion, alors que l'Autriche n'administre le Holstein que par concession.
Le traité de Prague de 1866, dans son article 5, dispose l'organisation d'un référendum dans le Schleswig, qui ne sera effectué que dans les années 1920.
Afin de résoudre la situation des enfants nés de parents danois dans le Schleswig avant 1898 qui étaient officiellement apatrides, l'Allemagne et le Danemark ont signé en 1907 le traité des optants. Le Danemark, en retour, a renoncé à exiger un vote populaire et a reconnu la frontière.

### Première Guerre mondiale (1914-1918)
Pendant la Première Guerre mondiale, le Danemark est resté neutre.

### Entre-deux-guerres (1918-1940)

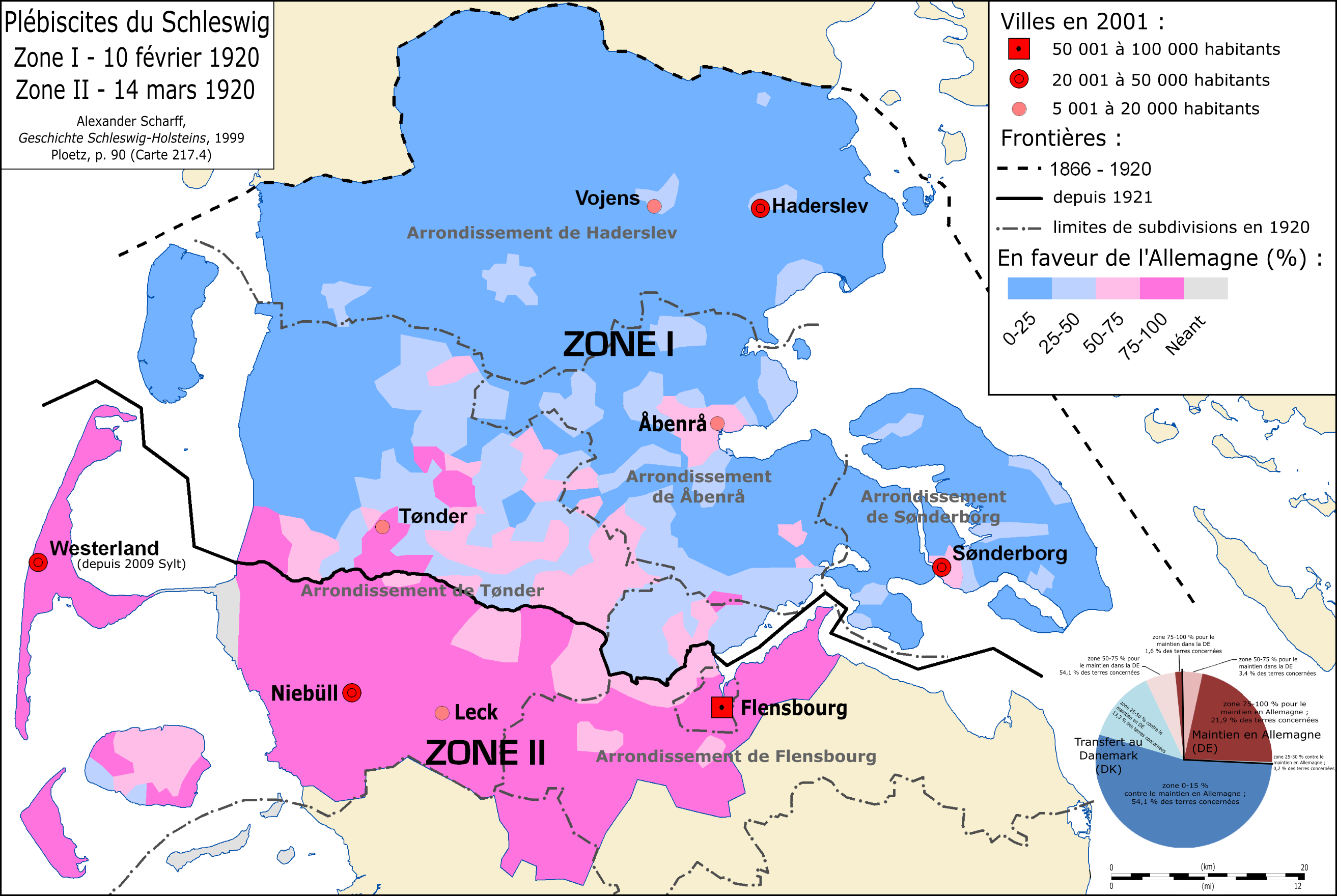
Carte montrant le résultat des plébiscites et l'ancien et le nouveau tracé de la frontière.

En 1919, le traité de Versailles prévoit deux plébiscites du Schleswig. Le premier eut lieu le 10 février 1920 et le second le 14 mars 1920. À la suite des résultats du plébiscite, le nord du Schleswig fut transféré au Danemark tandis que la partie centrale et méridionale du Schleswig fut maintenu en Allemagne. La frontière ainsi tracée toujours actuelle.

### Seconde Guerre mondiale (1940-1945)
En dépit de sa neutralité, le Danemark est envahi lors de l'opération Weserübung par la Wehrmacht du Troisième Reich. Le pays fut occupé jusqu'à la fin de la Seconde Guerre mondiale. Les Britanniques proposèrent une modification de la frontière dans une note du 9 septembre 1946 mais le gouvernement danois rejeta la proposition dans une note du 19 octobre 1946. Le Premier ministre danois Vilhelm Buhl s'était déjà opposé à un changement des frontières le 9 mai 1945. La frontière de 1921 fut ainsi maintenue.

### Après la Seconde Guerre mondiale: rapprochement par l'OTAN et la construction européenne (1945-1990)
Le Danemark est un membre fondateur de l'OTAN, à laquelle la RFA adhère le 6 mai 1955. Les deux pays sont désormais membres de la même alliance militaire.
Après un référendum le 2 octobre 1972, le Danemark est devenu membre des Communautés européennes le 1er janvier 1973

## Sources
- (de) Cet article est partiellement ou en totalité issu de l’article de Wikipédia en allemand intitulé « Dänisch-deutsche Beziehungen » (voir la liste des auteurs).

## Compléments